# Detlev Blanke

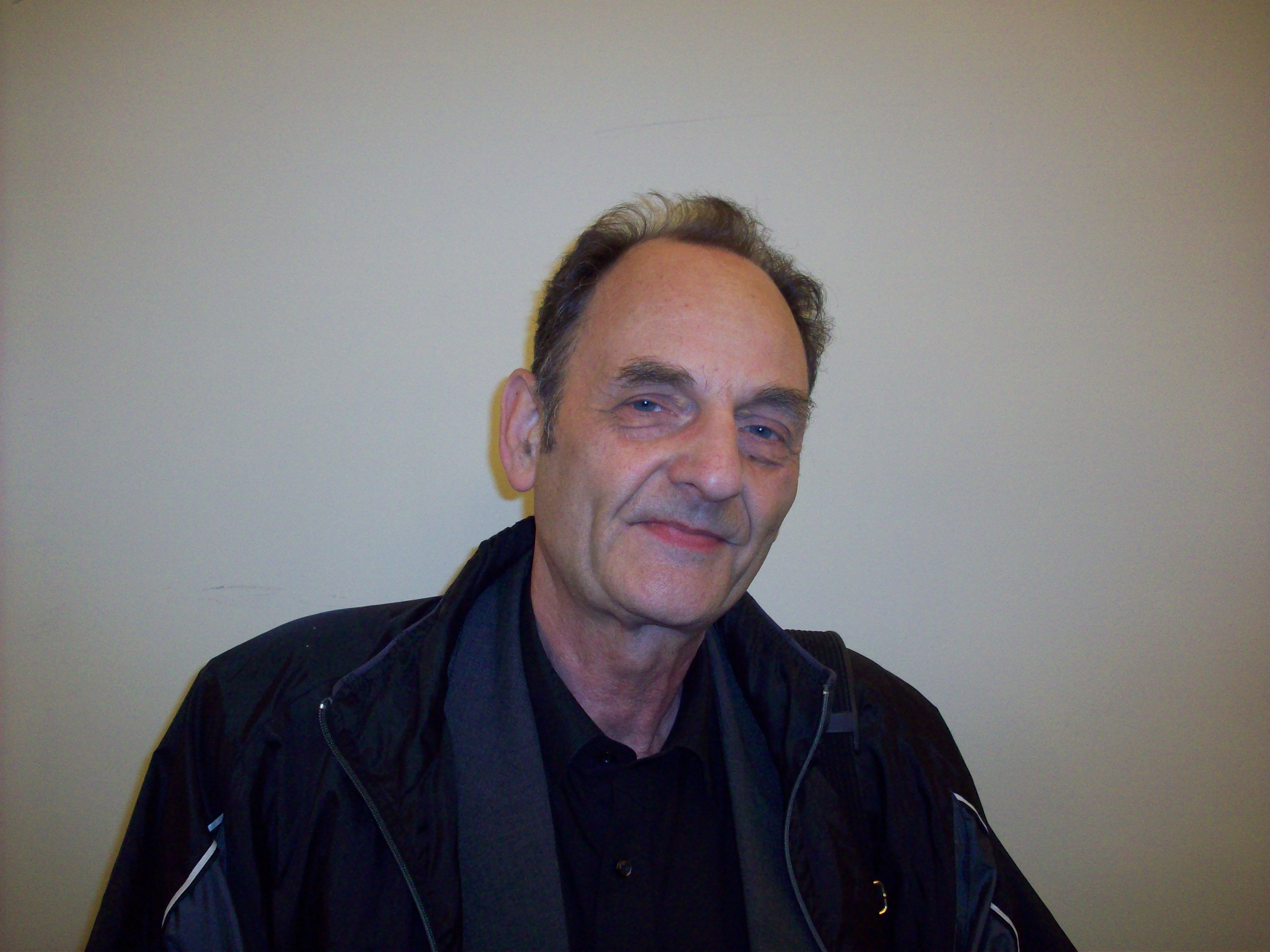
Detlev Blanke in Vilnius (2008)

Detlev Blanke (* 30. Mai 1941 in Neumünster; † 20. August 2016 in Berlin) war Dozent für Interlinguistik an der Humboldt-Universität zu Berlin.

## Leben
Nach Studium und Tätigkeit als Lehrer für Deutsch und Erdkunde promovierte er 1976 bei Viktor Falkenhahn (Humboldt-Universität zu Berlin) und vollendete 1985 die Promotion B. Er war Mitbegründer und von 1970 bis 1990 Sekretär der Fachgruppe Interlinguistik/Esperantologie Im Deutschen Kulturbund (ab 1974 Kulturbund der DDR). Vorsitzende der Fachgruppe waren 1970–1981 Viktor Falkenhahn (1903–1987), 1981–1986 Georg Friedrich Meier (1919–1992) und 1987–1990 Ronald Lötzsch (1931–2018). Er gründete die Gesellschaft für Interlinguistik und war von 1991 bis 2011 ihr Vorsitzender und danach ihr Ehrenvorsitzender. Sein besonderes Interesse galt der linguistischen Untersuchung des Entwicklungsprozesses vom Sprachprojekt zur Sprache, insbesondere am Beispiel der Plansprache Esperanto, terminologischen und soziolinguistischen Fragen. Unter anderem hat er sich mit dem Wirken von Eugen Wüster für die internationale Terminologienormung und mit der Rolle des Esperanto in der Arbeiterbewegung des 20. Jahrhunderts auseinandergesetzt.
Von 1970 bis 1990 war er Redakteur von der esperantist, der in der DDR herausgegebenen Esperanto-Zeitschrift. Außerdem war er von 1968 bis 1990 Sekretär des Esperanto-Verbandes im Kulturbund der DDR; von 1990 bis zur Vereinigung mit dem Deutschen Esperanto-Bund 1991 war er stellvertretender Vorsitzender des Esperanto-Verbandes.
Aus Detlev Blankes erster Ehe stammt seine Tochter Katrin Blanke. In zweiter Ehe war Blanke mit Wera Blanke verheiratet.

## Schriften (Auswahl)
- Plansprache und Nationalsprache, ein Beitrag zur Erforschung ihrer spezifischen Kommunikationsleistungen, gezeigt am konfrontativen Vergleich einiger Probleme der Wortbildung des Esperanto und des Deutschen, Berlin 1976, DNB 770846289 ( Dissertation [A]  Humboldt-Universität Berlin 1976, 170 Seiten).
- Plansprache und Nationalsprache: einige Probleme der Wortbildung des Esperanto und des Deutschen in konfrontativer Darstellung. Akademie der Wissenschaft der DDR, Zentralinstitut für Sprachwissenschaft, Berlin 1981, DNB 820568546 (Dissertation [A] Humboldt-Universität Berlin 1976, 161 Seiten).
- Grundfragen der Entwicklung von Plansprachen unter besonderer Berücksichtigung des Esperanto, zwei Bände, Berlin 1985, DNB 850887402 (Habilitationsschrift (Dissertation B) Humboldt-Universität Berlin 1985, 649 Seiten in 2 Bänden).
- Plansprache und Nationalsprache. Einige Probleme der Wortbildung des Esperanto und des Deutschen in konfrontativer Darstellung. In: Linguistische Studien, Reihe A, Nr. 85, Akademie der Wissenschaften der DDR, Zentralinstitut für Sprachwissenschaft, Berlin 1981, 162 p. (2-a eld. 1982)
- Esperanto und Wissenschaft. Zur Plansprachenproblematik (Mit einem Vorwort von Georg Friedrich Meier und Beiträgen von Till Dahlenburg und Martin Schüler). Kulturbund der DDR, Berlin 1982, 88 Seiten (2. erweiterte Auflage 1986)
- Internationale Plansprachen. Eine Einführung (= Sammlung Akademie-Verlag Sprache, Band 34).  Akademie-Verlag, Berlin: 1985, 408 S., ISSN 0138-550X
- (mit Till Dahlenburg): Konversationsbuch Deutsch-Esperanto.  Enzyklopädie-Verlag, Leipzig 1990, 210 Seiten, ISBN 3-324-00508-6, (2. Erweiterte Auflage 1998, Wien: IEMW)
- Interlinguistische Beiträge. Zum Wesen und zur Funktion internationaler Plansprachen. Herausgegeben von Sabine Fiedler.  Peter Lang Europäischer Verlag der Wissenschaften, Frankfurt am Main u. a. 2006, 405 S., ISBN 3-631-55024-3